# 96178 Rochambeau
96178 Rochambeau este o planetă minoră (asteroid) din centura de asteroizi. A fost descoperită pe 29 septembrie 1987 la Stația Anderson Mesa de Edward L. G. Bowell. 
Obiectul prezintă o orbită caracterizată de o semiaxă mare de 2,581378832467 UAi, o excentricitate de 0,35, o înclinație de 2,8 ° în raport cu ecliptica.